# 蒿賓
蒿賓（1511年—？），字大賓，山東兗州府滕縣民籍直隸清河縣人，明朝政治人物。

## 生平
山東鄉試第五十四名舉人。嘉靖十七年（1538年）中式戊戌科會試第二百三十三名，登第三甲第一百二十五名進士。授浙江缙云县知县，官至府通判。

## 家族
曾祖蒿友；祖父蒿明；父蒿恕，母牛氏；繼母鄒氏。具庆下。弟蒿儒。